# La noia
«La noia» (tdl. ‘El aburrimiento’) es un sencillo de la cantautora italiana Angelina Mango, lanzado el 7 de febrero de 2024.
La canción, presentada durante la primera noche del Festival de la Canción de San Remo 2024, marca la primera participación y victoria de la cantante en el evento de canto.
El 3 de mayo de 2024 se estrenó una versión bilingüe español-italiano con Álvaro de Luna.

## Descripción
La canción fue escrita por Angelina Mango junto a Madame y producida por Dardust, y según confirmó la propia cantante, sus ritmos están inspirados en la cumbia, género musical también mencionado en el texto («È la cumbia de la noia»):

"Con Madame y Dardust nos conocimos humanamente, incluso antes artísticamente, y esto nos ayudó a encontrar la línea de la canción: cuando escuché la audición, pensé que podría ser bueno para San Remo. La idea de la cumbia surgió mientras charlaban con ellos; es la forma en que abordo la vida. [...] [Esta canción nació de] una reflexión sobre el tiempo. El aburrimiento se ve como algo negativo, pero en realidad es tiempo que te dedicas a ti mismo, te permite descubrirte a ti mismo. Entre una vida de altibajos y una de aburrimiento, siempre elegiré una de altibajos, pero siempre me dejaré tiempo [también] para el aburrimiento".

## Recepción
La canción recibió críticas generalmente favorables de los críticos musicales italianos.
Andrea Laffranchi del Corriere della Sera describe la canción como "alegre, fresca, despreocupada" con "alma latina" y "un estribillo que huele a tradición mediterránea". Silvia Danielli de Billboard Italia escribe que los sonidos están asociados con el reggaetón y la cumbia, considerándolo "un éxito excelente" con letras "interesantes". Asimismo, Fabio Fiume de All Music Italia confirma que la canción es "moderna y juega con múltiples estilos, incluida la cumbia" a través de la cual logra "firmar lo que canta con su actitud impertinente pero también reconocible". Filippo Ferrari de Rolling Stone Italia valora la producción y afirma que "sorprenderá a quienes aún no lo han notado".
Il Messaggero afirma que el estilo narrativo de Madame es perceptible, mientras que Dardust es perceptible "en las guitarras del coro". Chiara Oltolini de Vanity Fair Italia describe la canción como "contemporánea" y con letra "original". Andrea Conti de Il Fatto Quotidiano afirma que la canción "llega inmediatamente, tan directa, que no deja escapatoria" cuya letra se presenta como "una amplia reflexión sobre la vida, desde las relaciones hasta los negocios", sobre la que Mango "canta muy bien". Gianni Poglio de Panorama escribe que la canción se mueve entre el folk y la danza, y aunque no es "de época", se encuentra entre las "interpretaciones más originales" de la cantante.